# Kvarta
Kvarta je interval od četiri stupnja na glazbenoj ljestvici. Ovisno o razlici u visini tonova postoje tri oblika: čista, povećana i smanjena:
- čista kvarta (č4) - razlika u visini je dva i pol tona. U dijatonskoj ljestvici omjer frekvencija tonova je 4:3
- povećana kvarta (p4) - razlika u visini je tri cijela tona. Nastaje tako da gornji ton čiste kvarte povisimo ili donji ton čiste kvarte snizimo za pola tona
- smanjena kvarta - razlika u visini je dva cijela tona. Nastaje tako da gornji ton čiste kvarte snizimo ili donji ton čiste kvarte povisimo za pola tona.